# Sagor för barn över 18 år
Sagor för barn över 18 år är en novellsamling av Tage Danielsson utgiven 1964. Boken består av flera olika sagor, bland annat "Sagan om Gånge Rolf", "Sagan om halva kungariket" och "Sagan om Harriet Anderssons nya kläder".

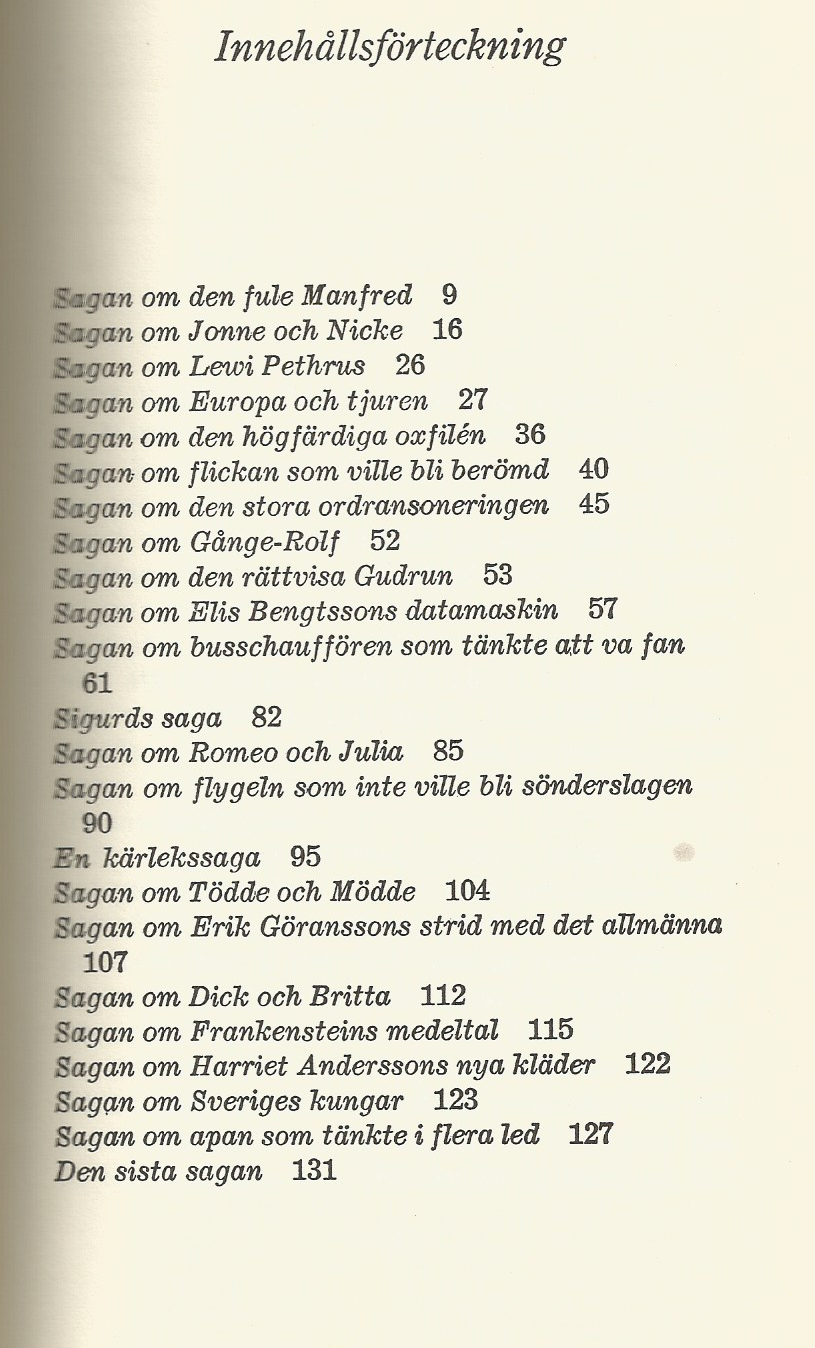
Innehållsförteckning av boken Sagor för barn över 18 år, tryckt 1971

Den mest kända av sagorna är förmodligen "Sagan om Karl-Bertil Jonssons julafton" som blev tecknad kortfilm 1975 och har sedan dess visats i svensk TV varje julafton. Den sagan var dock inte med i originalutgåvan av boken, utan togs med först i en senare reviderad utgåva av boken, som framgår av den här på sidan publicerade bilden av en innehållsförteckning från en upplaga från 1971.
Boken tillägnades "Farbror Kungen som genom sin blotta existens bevisar att vi lever i ett sagoland". Boken kom i nyutgåva 1982.

## Källhänvisningar
1. ↑  ”Tage Danielsson”. bonnierforlagen.se. Arkiverad från originalet den 16 oktober 2014. https://archive.is/20141016152650/http://www.bonnierforlagen.se/Forlag/Forfattare/?personId=31495. Läst 16 oktober 2014.
2. ↑  "Bokstafetten med Jeanette Palm". Arkiverad 20 oktober 2014 hämtat från the Wayback Machine. Kau.se, 2014-06-18. Läst 16 oktober 2014.